# 釘鞋

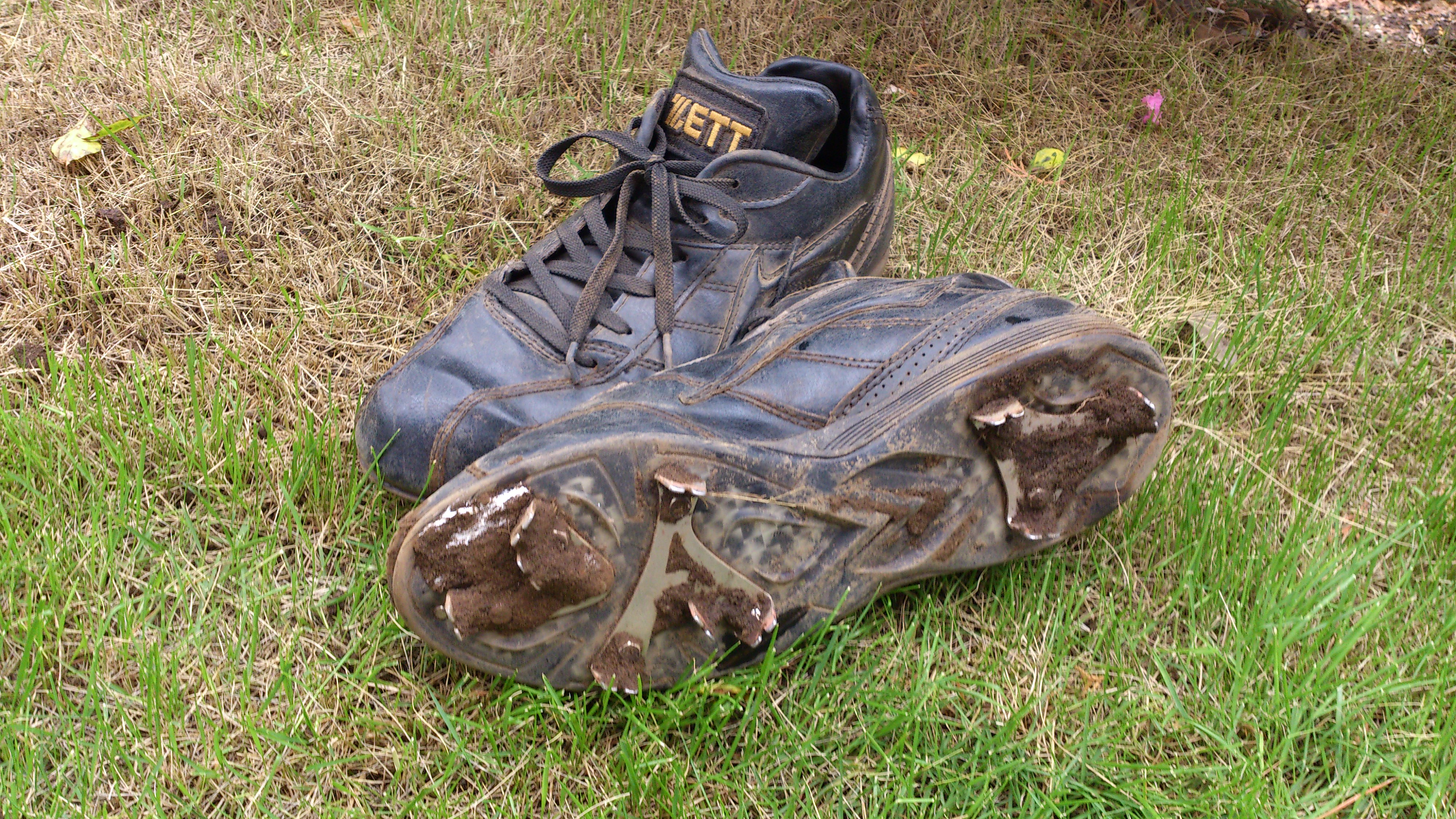
棒球用的釘鞋

釘鞋是運動鞋的一種，適用於賽跑、足球、棒球、高爾夫等運動穿著，主要的優點耐磨、高回彈力。釘鞋釘的部分大多採用金屬、陶瓷或塑膠為材料製成，令鞋子的防滑性能提高，適合各種場地跑步選手使用。釘鞋起初於1860年代在英國流行，但在鞋底加上釘子的概念可能源於更早的時間。

## 釘鞋的分類與特色

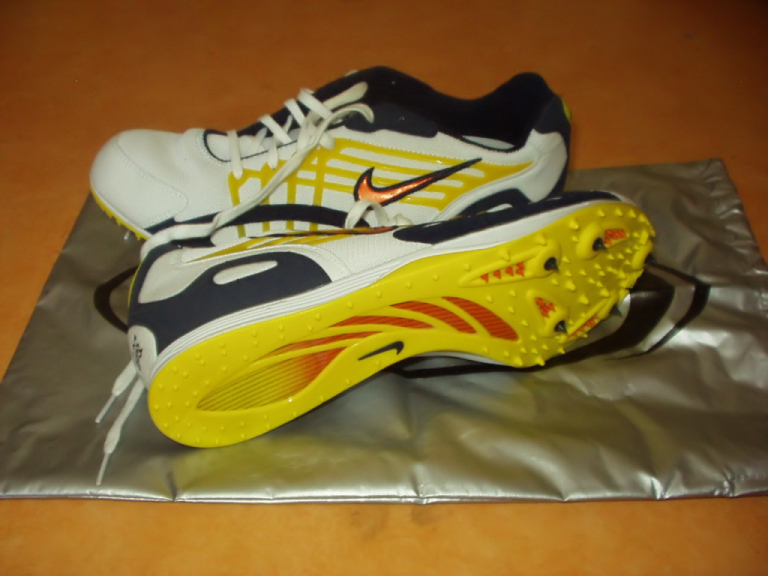
Nike Air Zoom Distance

釘鞋根據其在田徑運動中的不同用途，存在相當大的差異。

### 短跑釘鞋
短跑釘鞋通常具有非常硬的釘板和最多的釘孔。釘鞋的錐形部分最高且最硬，以最大化每一步的能量傳遞效率。由於短跑運動員大部分或全部時間都站在腳尖上，因此幾乎不需要後跟支撐。短跑釘鞋可能採用拉鍊式鞋面或額外的鞋帶設計以提高空氣動力學性能。短跑釘鞋應緊密貼合，但不應過緊以至於跑步者的腳趾抽筋，也不應過鬆以至於跑步者失去力量和速度。它們應該比普通運動鞋更緊，但仍然足夠舒適以進行比賽。

### 長跑釘鞋
長跑釘鞋的釘板較靈活，錐形部分較小，釘子數量也較少。由於比賽距離較長，長跑釘鞋的中足和後跟支撐與效率同樣重要。這意味著長跑釘鞋通常有一個較軟、更耐用的鞋底，特別是在後跟區域。長跑釘鞋的尺寸通常比短跑釘鞋略鬆，以適應較長的比賽時間。

### 中長跑釘鞋
中長跑釘鞋是短跑鞋和長跑鞋的混合體，具有中等程度的錐形、釘板硬度、緩衝和支撐。某些中長跑釘鞋也受到跨欄運動員的歡迎，因為它們具有相對陡峭的錐形以便於衝刺和緩衝的後跟以便於著陸。

### 越野跑釘鞋
越野跑釘鞋通常不超過六個釘點，與長跑釘鞋在許多方面相似。然而，鑑於越野跑中遇到的地形範圍廣泛，越野跑釘鞋有一個更耐用的橡膠鞋底和支撐性更強的中足，以提供在跑道上不必要的緩衝和穩定性。根據比賽長度、表面類型和個人偏好，越野跑釘鞋可能會被放棄，轉而使用競速平底鞋。

### 田賽與專案用鞋
田賽和專項賽事用鞋根據每個項目的具體要求而有很大差異。例如，跳遠鞋與短跑釘鞋最為相似，以提供良好的最高速度；跳高鞋底部平坦且有後跟釘，以允許能量通過整個腳傳遞；障礙賽跑鞋主要是防水透氣網眼材質。而鉛球、鐵餅和鏈球項目的鞋子有平坦的橡膠底且沒有釘子，但它們仍可能偶爾被稱為「田徑釘鞋」。

### 知名釘鞋製造商
知名的釘鞋製造商包括愛迪達（Adidas）、亞瑟士（Asics）、布魯克斯（Brooks）、美津濃（Mizuno）、新百倫（New Balance）、耐吉（Nike）、彪馬（Puma AG）、銳步（Reebok）和索康尼（Saucony）。

## 另看
- 足球鞋